# Пікловська Ірина Павлівна
Ірина Павлівна Пікловська (нар. 11 лютого 1964, село Нагірне, тепер Мостиського району Львівської області) — українська радянська діячка, бригадир бригади по вирощуванню молодняка великої рогатої худоби радгоспу. Депутатка Верховної Ради УРСР 11-го скликання.

## Біографія
Освіта середня. Член ВЛКСМ.
У 1981—1984 роках — робітниця радгоспу «Жовтневий» Пустомитівського району Львівської області.
З 1984 року — бригадир бригади по вирощуванню молодняка великої рогатої худоби радгоспу «Жовтневий» село Ямпіль Пустомитівського району Львівської області.
Проживає в селі Ямпіль Пустомитівського району.

## Нагороди
- ордени
- медалі